# جورج ديفيدسون غرانت
جورج ديفيدسون غرانت هو سياسي كندي، ولد في 25 يونيو 1870 في كندا، وتوفي في 17 مارس 1915. حزبياً، نشط في الحزب الليبرالي الكندي. وقد انتخب عضو مجلس العموم الكندي.